# Grand-Rozoy
Grand-Rozoy és un municipi francès situat al departament de l'Aisne i a la regió dels Alts de França. L'any 2007 tenia 285 habitants.

## Demografia

### Població
El 2007 la població de fet de Grand-Rozoy era de 285 persones. Hi havia 108 famílies de les quals 20 eren unipersonals (12 homes vivint sols i 8 dones vivint soles), 36 parelles sense fills, 48 parelles amb fills i 4 famílies monoparentals amb fills.
La població ha evolucionat segons el següent gràfic:
Habitants censats

### Habitatges
El 2007 hi havia 130 habitatges, 108 eren l'habitatge principal de la família, 19 eren segones residències i 3 estaven desocupats. 127 eren cases i 3 eren apartaments. Dels 108 habitatges principals, 92 estaven ocupats pels seus propietaris, 15 estaven llogats i ocupats pels llogaters i 1 estava cedit a títol gratuït; 3 tenien dues cambres, 12 en tenien tres, 28 en tenien quatre i 65 en tenien cinc o més. 92 habitatges disposaven pel capbaix d'una plaça de pàrquing. A 34 habitatges hi havia un automòbil i a 67 n'hi havia dos o més.

### Piràmide de població
La piràmide de població per edats i sexe el 2009 era:
| Homes | Edats   | Dones |
| ----- | ------- | ----- |
| 0     | 95 o +  | 0     |
| 4     | 90 a 94 | 0     |
| 0     | 85 a 89 | 0     |
| 4     | 80 a 84 | 0     |
| 0     | 75 a 79 | 4     |
| 0     | 70 a 74 | 4     |
| 12    | 65 a 69 | 8     |
| 0     | 60 a 64 | 4     |
| 0     | 55 a 59 | 4     |
| 20    | 50 a 54 | 16    |
| 16    | 45 a 49 | 12    |
| 16    | 40 a 44 | 16    |
| 8     | 35 a 39 | 4     |
| 4     | 30 a 34 | 8     |
| 8     | 25 a 29 | 0     |
| 20    | 20 a 24 | 4     |
| 8     | 15 a 19 | 20    |
| 4     | 10 a 14 | 16    |
| 20    | 5 a 9   | 12    |
| 0     | 0 a 4   | 0     |

## Economia
El 2007 la població en edat de treballar era de 202 persones, 140 eren actives i 62 eren inactives. De les 140 persones actives 128 estaven ocupades (74 homes i 54 dones) i 12 estaven aturades (5 homes i 7 dones). De les 62 persones inactives 15 estaven jubilades, 24 estaven estudiant i 23 estaven classificades com a «altres inactius».

### Ingressos
El 2009 a Grand-Rozoy hi havia 115 unitats fiscals que integraven 321 persones, la mediana anual d'ingressos fiscals per persona era de 19.127 €.

### Activitats econòmiques
L'únic establiment que hi havia el 2007 era d'una empresa de transport.
L'any 2000 a Grand-Rozoy hi havia 6 explotacions agrícoles que ocupaven un total de 1.038 hectàrees.

## Poblacions més properes
El següent diagrama mostra les poblacions més properes.